# Unguru' Bulan
Ciprian Cătunescu (n. 19 noiembrie 1980, Baia Mare, România), cunoscut profesional ca Unguru' Bulan, este un stand-up comedian, om de radio și vlogger român. Este cunoscut mai ales ca fiind creatorul proiectului Unguru' Bulan, o serie de pastile umoristice legate de subiecte cotidiene. Ciprian Cătunescu este, de asemenea, patron și project manager al Bulan Media. De-a lungul carierei, a colaborat cu posturi de radio precum Kiss FM, Digi FM și ProFM și a realizat turnee de stand-up comedy în România și în străinătate.

## Personaje principale interpretate de Ciprian Cătunescu

### Unguru' Bulan
Unguru Bulan este un iubitor al băuturilor alcoolice, mai ales pălinca, votca si berea. El s-a născut în Debrecen, Ungaria și locuiește în Cartierul Electrolizei, Baia Mare. Este cel mai carismatic și recunoscut membru al grupului. Înclinația sa pentru băutură și glume îl face liderul natural al trupei. Adesea, găsește soluții "tradiționale" pentru orice problemă, transformând situațiile cotidiene în episoade pline de umor. Frătzică adesea îl critică pe Unguru' datorită dependenței sale de băuturi alcoolice sau dorința sa de a nu avea un loc de muncă.
El este portretizat ca o persoană obeză, care are ochii negrii și părul negru.

### Frătzică
Frătzică este cel mai reprezentativ membru al trupei. El este un bărbat sărac care locuiește împreuna cu C8ilu' în Cartierul Electrolizei, Baia Mare. A fost căsătorit, însă după puțin timp după nașterea lui Ionuț (C8ilu'), a fost părăsit de fosta sa soție, ea plecând să muncească în Italia. Frătzică încearcă pe cât posibil să nu-i dezvăluie adevărul lui C8ilu', fiind astfel considerat unchi și mai ales tutore. Se consideră un veteran al competițiilor rurale,  considerându-se "campion pe sate", deși majoritatea poveștilor sale sunt exagerări comice. Este guraliv, ușor irascibil, dar bine intenționat. Relația sa cu fiul său, Ionuț sau C8ilu', sau cu alte personaje adaugă o notă de complexitate, evidențiind latura sa protectoare.
Frătzică este un om cu părul brunet și ochii căprui. 

### Gushteru'
Gushteru' este un băiat tânăr, fără serviciu, care apare în aproape toate episoadele, venind în vizită la Frătzică când acțiunea se desfășoară în casa acestuia. Reprezintă prietenul loial și optimist. El este prieten bun al lui Frătzică și al lui Unguru' Bulan. Gushteru' are o dependență în a juca jocuri de noroc. Este descris ca un tânăr înalt cu părul blond, care îi acoperă ochii.

### C8ilu'
Numele lui real e Ionuț. Este elev în școala primară. Este leneș și nu învață deloc, luând note proaste la limba română și matematică. Este reprezentantul tinerei generații. Rebel și neconvențional, C8ilu' are o personalitate contrastantă față de unchiul său (în realitate tatăl său) Frătzică. Deși aparent distant, demonstrează momente de ingeniozitate care surprind grupul. Este prezentat ca un fel de "oaie neagră" a familiei, având părul blond și ochi albaștri. 
El reușește aproape mereu sa îl păcălească pe Frătzică ori de bani, ori dacă chiulește de la ore la școală sau dacă are o notă mică. C8ilu profită de lipsa cunoștinței lui Frătzică a unor termeni mai complecși ca să obțină interesele sale.

## Carieră

### 2005–prezent —Unguru' Bulan
Ciprian Cătunescu este creatorul popularei serii Unguru' Bulan. Proiectul a fost conceput în 2005 ca „o joacă”, după declarațiile lui Cătunescu într-un interviu pentru ziarul online cluju.ro. Primul episod al seriei, „eRDeeSh”, parodia o reclamă existentă deja a trustului RCS&RDS. Acesta a fost popularizat prin Club FM, radioul unde era DJ. Unguru' Bulan este, de fapt, porecla unuia din cele patru personaje ale mini-brandului. De fapt, niciun personaj nu are un nume în adevăratul sens al cuvântului, ci mai degrabă porecle: Frătzică, Unguru' Bulan, C8ilu' (probabil citit „Coptilu'” în grai ardelenesc) și Gushteru'. Toate personajele sunt interpretate de Cătunescu. În 2006, Cătunescu a primit propunerea de a colabora cu Șerban Huidu și Mihai Găinușă în cadrul emisiunii satirice Cronica Cârcotașilor. În ediția de radio, Cătunescu crea pastile de râs o dată pe săptămână. Cătunescu a dezvoltat acest proiect pe mai multe ramuri, pe lângă proiectul audio. Pentru că, în primii ani, personajele nu aveau o față, a creat o serie de animație cu cei patru, intitulată „Luzării de pe Electrolizei”, un videoblog intitulat „Țara lui Frățică” și un „Păpușovlog”, în care protagonistul este Frățică sub formă de hand puppet. Partea video a proiectului este realizată de Székely Szilárd. Ciprian Cătunescu l-a cunoscut pe Székely Szilárd în 2007, când acesta din urmă era un freelance graphic designer și solistul formației Ultimul Nivel.

### 2006–2014 — Kiss FM
Sosit în București, Ciprian Cătunescu ajunge la postul Kiss FM unde își petrece opt ani și realizează timp de doi ani emisiunea de matinal. Își încetează colaborarea cu postul de radio în ianuarie 2014.

### 2011-prezent — Canalul de YouTube
În martie 2011, Ciprian Cătunescu creează canalul de YouTube Unguru' Bulan. De atunci, canalul a cumulat 1 milion de abonați (mai 2024) și peste 200 de milioane de vizualizări.(ian. 2025 - 443.163.067 de vizionări)
Cel mai vizionat videoclip de pe canalul său de YouTube este "Singur Acasă 2 (Homalău) - Unguru' Dublan #8". Acest videoclip a facut 10 milioane de vizualizări pana în prezent (ianuarie 2025). Seria din care parte acest clip numită Unguru' Dublan este o parodiere a filmelor cunoscute precum Singur Acasă 1,2 și 3 ; Titanic, denumirea fiind parodiată "Gigantic" ; Matrix, parodiat "Mătrici" și altele.